# Radis
Radis is een plaats en voormalige gemeente in de Duitse deelstaat Saksen-Anhalt, en maakt deel uit van de Landkreis Wittenberg.

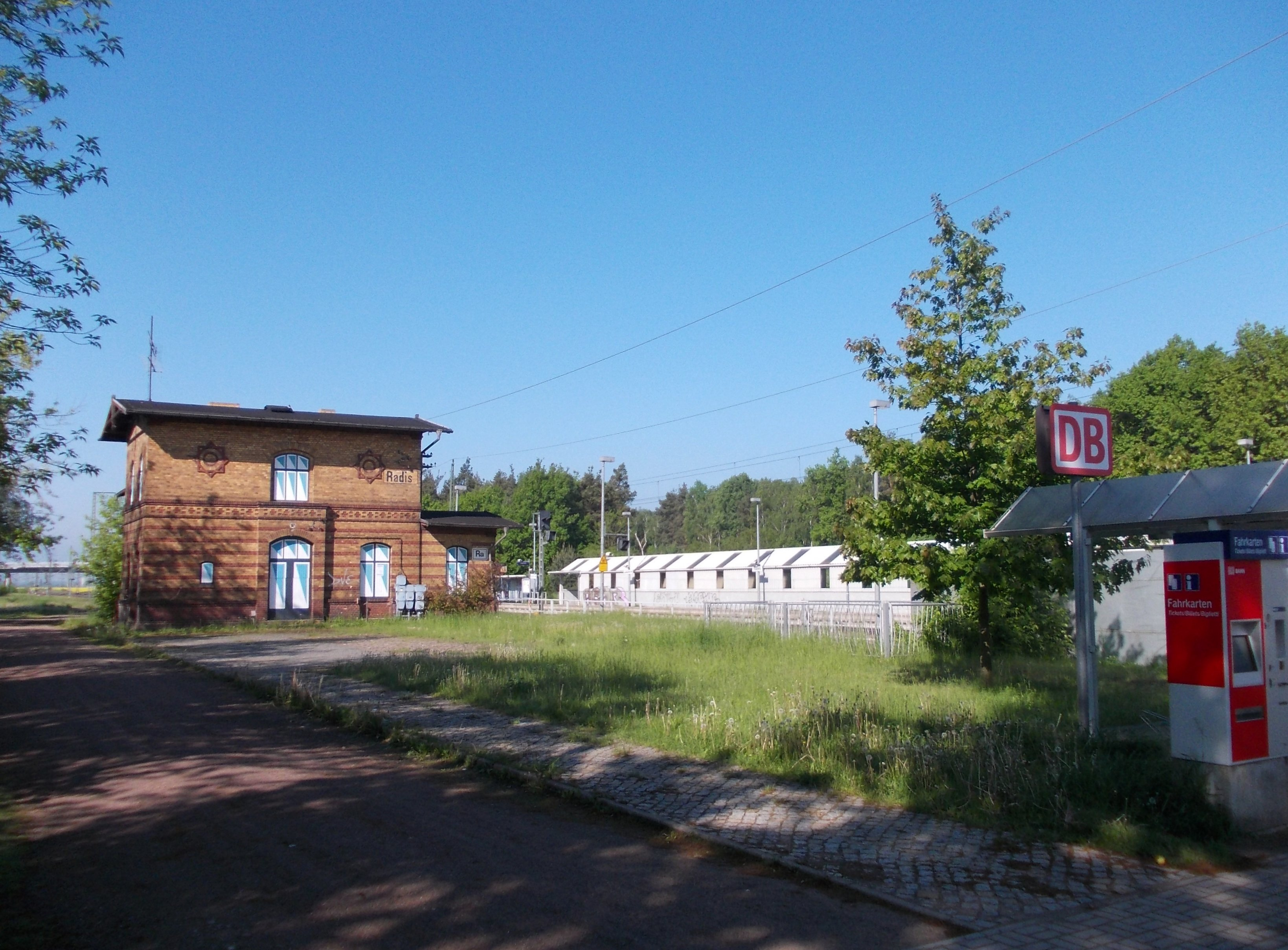
Treinstation van Radis

Radis telt 1.326 inwoners.